# Örs vezér tere (stanice metra v Budapešti)
Örs vezér tere (pojmenována dle starověkého vojevůdce Örse) je jedna z mála povrchových stanic budapešťského metra. Nachází se na lince M2, je její východní konečnou. V provozu je již od roku 1970.
Stanice se nachází na východním okraji centra města; významná je hlavně tím, že je zde umožněn přestup na příměstskou železnici HÉV, dále se zde nachází terminál autobusových linek a obchodní centra Árkád a Sugár. Postavena byla velice skromně; její nástupiště je zastřešené jen v místě, kde stojí cestující. Vlaky se obracejí pomocí kolejových přejezdů, jež se nacházejí před stanicí (obdobný způsob, jako byl například ve stanici metra Florenc do roku 1984. V místě je umožněn přestup na tramvajové linky 3, 62 a 62A.